# رافاييل أمادور
رافاييل أمادور (بالإسبانية: Rafael Amador Flores)‏ هو لاعب كرة قدم مكسيكي، ولد في 15 فبراير 1959 في Tlaxcala (city) ‏ في المكسيك، وتوفي في 31 يوليو 2018 في مدينة بويبلا في المكسيك. شارك مع منتخب المكسيك لكرة القدم. أما مع النوادي، فقد لعب مع نادي أونيفرسيداد ناسيونال ونادي بويبلا.

## مسيرته الكروية
لعب رافاييل أمادور خلال مسيرته الاحترافية مع ناديين في تسعة مواسم وسجل خلالها هدفًا واحدًا ضمن 213 مباراة. حيث فاز في موسم واحد بالكأس وفي موسم واحد بالدوري.
خاض رافاييل أمادور مسيرته مع نادي أونيفرسيداد ناسيونال في موسم 1979–80 ليلعب معه ثمانية مواسم، مشاركًا في 195 مباراة سجل خلالها هدفًا واحدًا. ثم انتقل إلى نادي بويبلا في موسم 1987–88 لمدة موسم واحد، حيث شارك في 18 مباراة ولم يسجل أي هدف.

## وصلات خارجية
- رافاييل أمادور على موقع الاتحاد الدولي (مؤرشف)  (الإنجليزية)
- رافاييل أمادور على موقع قاعدة بيانات كرة القدم.إي يو (الإنجليزية)
- رافاييل أمادور على موقع ناشيونال فوتبول تيمز (الإنجليزية)
- رافاييل أمادور على موقع Soccerway.com (الإنجليزية)